# Tournavaux
Tournavaux är en kommun i departementet Ardennes i regionen Grand Est (tidigare regionen Champagne-Ardenne) i nordöstra Frankrike. Kommunen ligger  i kantonen Monthermé som ligger i arrondissementet Charleville-Mézières. År 2022 hade Tournavaux 233 invånare.

## Befolkningsutveckling
Antalet invånare i kommunen Tournavaux
Referens: INSEE

## Galleri

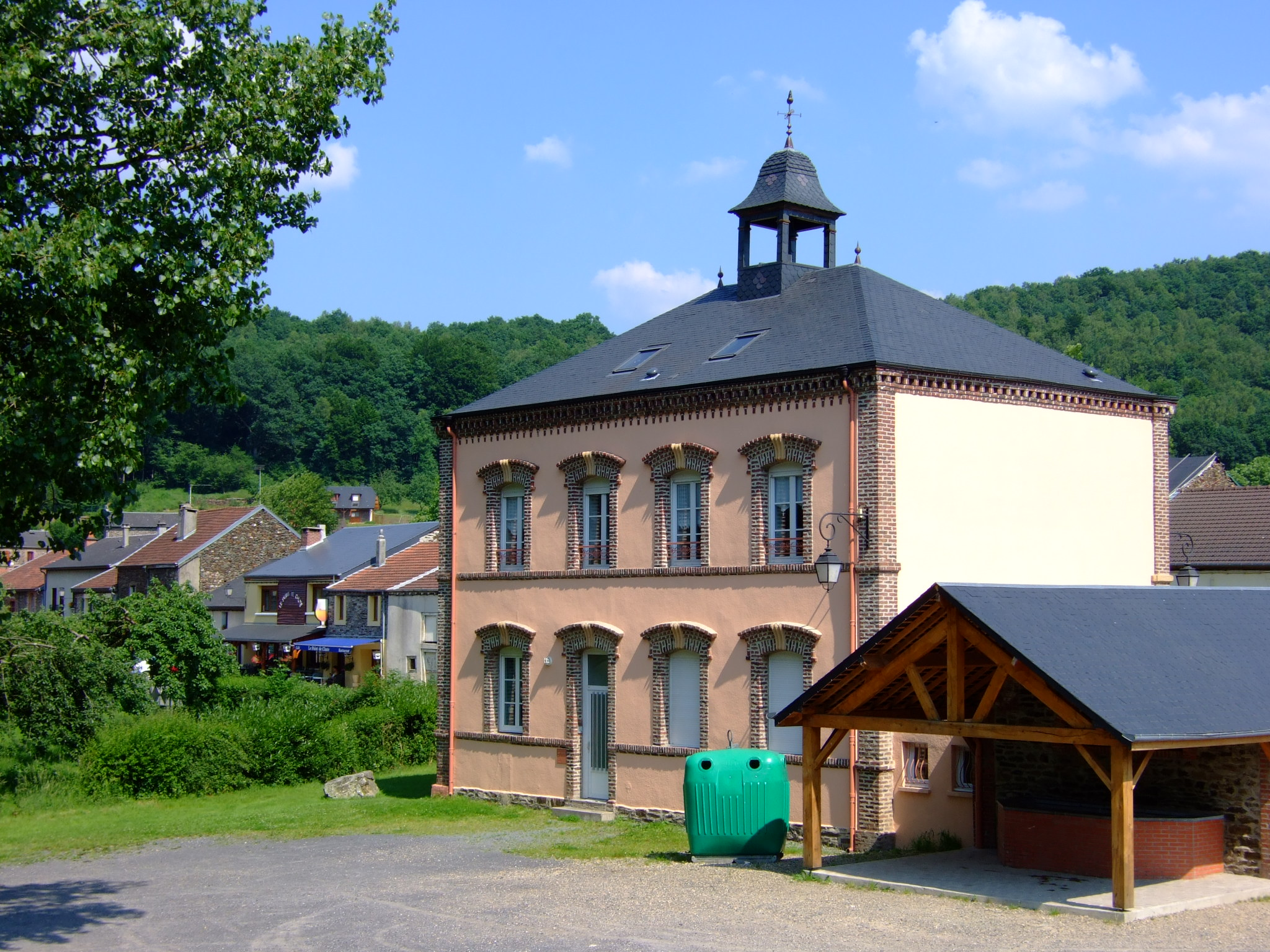
Rådhuset